# Liste der Nummer-eins-Hits in den USA (1984)
Dies ist eine Liste der Nummer-eins-Hits in den von Billboard ermittelten Charts in den USA (Hot 100) im Jahr 1984. In diesem Jahr gab es zwanzig Nummer-eins-Singles und fünf Nummer-eins-Alben.

## Singles
| ← 1983 ← | Liste der Nummer-eins-Hits in den USA | Liste der Nummer-eins-Hits in den USA | Liste der Nummer-eins-Hits in den USA                                         | 1985 →                    |
| \| Zeitraum \| Wo. ges. \| Interpret \| Titel Autor(en) \| Zusätzliche Informationen \| \| (Zeitraum, Wochen auf Platz eins, Interpret, Titel, Autor[en], zusätzliche Informationen) \| \| \| \| \| \| ----------------------------------------------------------------------------------------- \| -------- \| -------------------------------- \| -------------------------------------------------------------------------------- \| ------------------------- \| \| 10. Dezember 1983 – 20. Januar 1984 6 Wochen (insgesamt 6) \| 6 \| Paul McCartney & Michael Jackson \| Say Say Say[1] Paul McCartney, Michael Jackson \| - \| \| 21. Januar 1984 – 3. Februar 1984 2 Wochen (insgesamt 2) \| 2 \| Yes \| Owner of a Lonely Heart[2] Trevor Rabin, Jon Anderson, Chris Squire, Trevor Horn \| - \| \| 4. Februar 1984 – 24. Februar 1984 3 Wochen (insgesamt 3) \| 3 \| Culture Club \| Karma Chameleon[3] Boy George, Jon Moss, Mikey Craig, Roy Hay, Phil Pickett \| - \| \| 25. Februar 1984 – 30. März 1984 5 Wochen (insgesamt 5) \| 5 \| Van Halen \| Jump[4] Eddie Van Halen, Alex Van Halen, Michael Anthony, David Lee Roth \| - \| \| 31. März 1984 – 20. April 1984 3 Wochen (insgesamt 3) \| 3 \| Kenny Loggins \| Footloose[5] Kenny Loggins, Dean Pitchford \| - \| \| 21. April 1984 – 11. Mai 1984 3 Wochen (insgesamt 3) \| 3 \| Phil Collins \| Against All Odds (Take a Look at Me Now)[6] Phil Collins \| - \| \| 12. Mai 1984 – 25. Mai 1984 2 Wochen (insgesamt 2) \| 2 \| Lionel Richie \| Hello[7] Lionel Richie \| - \| \| 26. Mai 1984 – 8. Juni 1984 2 Wochen (insgesamt 2) \| 2 \| Deniece Williams \| Let’s Hear It for the Boy[8] Tom Snow, Dean Pitchford \| - \| \| 9. Juni 1984 – 22. Juni 1984 2 Wochen (insgesamt 2) \| 2 \| Cyndi Lauper \| Time After Time[9] Cyndi Lauper, Rob Hyman \| - \| \| 23. Juni 1984 – 6. Juli 1984 2 Wochen (insgesamt 2) \| 2 \| Duran Duran \| The Reflex[10] Duran Duran \| - \| \| 7. Juli 1984 – 10. August 1984 5 Wochen (insgesamt 5) \| 5 \| Prince and The Revolution \| When Doves Cry[11] Prince \| - \| \| 11. August 1984 – 31. August 1984 3 Wochen (insgesamt 3) \| 3 \| Ray Parker, Jr. \| Ghostbusters[12] Ray Parker, Jr. \| - \| \| 1. September 1984 – 21. September 1984 3 Wochen (insgesamt 3) \| 3 \| Tina Turner \| What’s Love Got to Do with It[13] Terry Britten, Graham Lyle \| - \| \| 22. September 1984 – 28. September 1984 1 Woche (insgesamt 1) \| 1 \| John Waite \| Missing You[14] John Waite, Chas Sandford, Mark Leonard \| - \| \| 29. September 1984 – 12. Oktober 1984 2 Wochen (insgesamt 2) \| 2 \| Prince and The Revolution \| Let’s Go Crazy[15] Prince and The Revolution \| - \| \| 13. Oktober 1984 – 2. November 1984 3 Wochen (insgesamt 3) \| 3 \| Stevie Wonder \| I Just Called to Say I Love You[16] Stevie Wonder \| - \| \| 3. November 1984 – 16. November 1984 2 Wochen (insgesamt 2) \| 2 \| Billy Ocean \| Caribbean Queen (No More Love on the Run)[17] Billy Ocean, Keith Diamond \| - \| \| 17. November 1984 – 7. Dezember 1984 3 Wochen (insgesamt 3) \| 3 \| Wham! \| Wake Me Up Before You Go-Go[18] George Michael \| - \| \| 8. Dezember 1984 – 21. Dezember 1984 2 Wochen (insgesamt 2) \| 2 \| Hall & Oates \| Out of Touch[19] Daryl Hall, John Oates \| - \| \| 22. Dezember 1984 – 1. Februar 1985 6 Wochen (insgesamt 6) \| 6 \| Madonna \| Like a Virgin[20] Billy Steinberg, Tom Kelly \| - \| |                                       |                                       |                                                                               |                           |
| ← 1983 |                                       |                                       |                                                                               | → 1985 →                  |
| Zeitraum | Wo. ges.                              | Interpret                             | Titel Autor(en)                                                               | Zusätzliche Informationen |
| (Zeitraum, Wochen auf Platz eins, Interpret, Titel, Autor[en], zusätzliche Informationen) |                                       |                                       |                                                                               |                           |
| 10. Dezember 1983 – 20. Januar 1984 6 Wochen (insgesamt 6) | 6                                     | Paul McCartney & Michael Jackson      | Say Say Say Paul McCartney, Michael Jackson                                   | -                         |
| 21. Januar 1984 – 3. Februar 1984 2 Wochen (insgesamt 2) | 2                                     | Yes                                   | Owner of a Lonely Heart Trevor Rabin, Jon Anderson, Chris Squire, Trevor Horn | -                         |
| 4. Februar 1984 – 24. Februar 1984 3 Wochen (insgesamt 3) | 3                                     | Culture Club                          | Karma Chameleon Boy George, Jon Moss, Mikey Craig, Roy Hay, Phil Pickett      | -                         |
| 25. Februar 1984 – 30. März 1984 5 Wochen (insgesamt 5) | 5                                     | Van Halen                             | Jump Eddie Van Halen, Alex Van Halen, Michael Anthony, David Lee Roth         | -                         |
| 31. März 1984 – 20. April 1984 3 Wochen (insgesamt 3) | 3                                     | Kenny Loggins                         | Footloose Kenny Loggins, Dean Pitchford                                       | -                         |
| 21. April 1984 – 11. Mai 1984 3 Wochen (insgesamt 3) | 3                                     | Phil Collins                          | Against All Odds (Take a Look at Me Now) Phil Collins                         | -                         |
| 12. Mai 1984 – 25. Mai 1984 2 Wochen (insgesamt 2) | 2                                     | Lionel Richie                         | Hello Lionel Richie                                                           | -                         |
| 26. Mai 1984 – 8. Juni 1984 2 Wochen (insgesamt 2) | 2                                     | Deniece Williams                      | Let’s Hear It for the Boy Tom Snow, Dean Pitchford                            | -                         |
| 9. Juni 1984 – 22. Juni 1984 2 Wochen (insgesamt 2) | 2                                     | Cyndi Lauper                          | Time After Time Cyndi Lauper, Rob Hyman                                       | -                         |
| 23. Juni 1984 – 6. Juli 1984 2 Wochen (insgesamt 2) | 2                                     | Duran Duran                           | The Reflex Duran Duran                                                        | -                         |
| 7. Juli 1984 – 10. August 1984 5 Wochen (insgesamt 5) | 5                                     | Prince and The Revolution             | When Doves Cry Prince                                                         | -                         |
| 11. August 1984 – 31. August 1984 3 Wochen (insgesamt 3) | 3                                     | Ray Parker, Jr.                       | Ghostbusters Ray Parker, Jr.                                                  | -                         |
| 1. September 1984 – 21. September 1984 3 Wochen (insgesamt 3) | 3                                     | Tina Turner                           | What’s Love Got to Do with It Terry Britten, Graham Lyle                      | -                         |
| 22. September 1984 – 28. September 1984 1 Woche (insgesamt 1) | 1                                     | John Waite                            | Missing You John Waite, Chas Sandford, Mark Leonard                           | -                         |
| 29. September 1984 – 12. Oktober 1984 2 Wochen (insgesamt 2) | 2                                     | Prince and The Revolution             | Let’s Go Crazy Prince and The Revolution                                      | -                         |
| 13. Oktober 1984 – 2. November 1984 3 Wochen (insgesamt 3) | 3                                     | Stevie Wonder                         | I Just Called to Say I Love You Stevie Wonder                                 | -                         |
| 3. November 1984 – 16. November 1984 2 Wochen (insgesamt 2) | 2                                     | Billy Ocean                           | Caribbean Queen (No More Love on the Run) Billy Ocean, Keith Diamond          | -                         |
| 17. November 1984 – 7. Dezember 1984 3 Wochen (insgesamt 3) | 3                                     | Wham!                                 | Wake Me Up Before You Go-Go George Michael                                    | -                         |
| 8. Dezember 1984 – 21. Dezember 1984 2 Wochen (insgesamt 2) | 2                                     | Hall & Oates                          | Out of Touch Daryl Hall, John Oates                                           | -                         |
| 22. Dezember 1984 – 1. Februar 1985 6 Wochen (insgesamt 6) | 6                                     | Madonna                               | Like a Virgin Billy Steinberg, Tom Kelly                                      | -                         |

## Alben
| ← 1983 ← | Liste der Nummer-eins-Alben in den USA | Liste der Nummer-eins-Alben in den USA | Liste der Nummer-eins-Alben in den USA | 1985 →                    |
| \| Zeitraum \| Wo. ges. \| Interpret \| Titel \| Zusätzliche Informationen \| \| (Zeitraum, Wochen auf Platz eins, Interpret, Titel, zusätzliche Informationen) \| \| \| \| \| \| ------------------------------------------------------------------------------ \| -------- \| ---------------------------------- \| ---------------------- \| ------------------------- \| \| 31. Dezember 1983 – 20. April 1984 16 Wochen (insgesamt 37) \| 37 \| Michael Jackson \| Thriller[21] \| - \| \| 21. April 1984 – 29. Juni 1984 10 Wochen (insgesamt 10) \| 10 \| Original Motion Picture Soundtrack \| Footloose[22] \| - \| \| 30. Juni 1984 – 6. Juli 1984 1 Woche (insgesamt 1) \| 1 \| Huey Lewis & The News \| Sports[23] \| - \| \| 7. Juli 1984 – 3. August 1984 4 Wochen (insgesamt 4) \| 4 \| Bruce Springsteen \| Born in the U.S.A.[24] \| - \| \| 4. August 1984 – 28. Dezember 1984 21 Wochen (insgesamt 21) \| 21 \| Prince and The Revolution \| Purple Rain[25] \| - \| |                                        |                                        |                                        |                           |
| ← 1983 |                                        |                                        |                                        | → 1985 →                  |
| Zeitraum | Wo. ges.                               | Interpret                              | Titel                                  | Zusätzliche Informationen |
| (Zeitraum, Wochen auf Platz eins, Interpret, Titel, zusätzliche Informationen) |                                        |                                        |                                        |                           |
| 31. Dezember 1983 – 20. April 1984 16 Wochen (insgesamt 37) | 37                                     | Michael Jackson                        | Thriller                               | -                         |
| 21. April 1984 – 29. Juni 1984 10 Wochen (insgesamt 10) | 10                                     | Original Motion Picture Soundtrack     | Footloose                              | -                         |
| 30. Juni 1984 – 6. Juli 1984 1 Woche (insgesamt 1) | 1                                      | Huey Lewis & The News                  | Sports                                 | -                         |
| 7. Juli 1984 – 3. August 1984 4 Wochen (insgesamt 4) | 4                                      | Bruce Springsteen                      | Born in the U.S.A.                     | -                         |
| 4. August 1984 – 28. Dezember 1984 21 Wochen (insgesamt 21) | 21                                     | Prince and The Revolution              | Purple Rain                            | -                         |